# WhatCulture
WhatCulture — британский развлекательный онлайн-журнал, запущенный в 2010 году. Публикует новости из области профессионального рестлинга, телевидения, кино, музыки, видео- и настольных игр.

## История
Портал был основан Питером Уиллисом и Мэттом Холмсом в 2006 году в Нюкасле, под первоначальным названием ObsessedWithFilm. В 2015 году штаб-квартира редакции переехала в Балтийский центр современного искусства (Гейтсхед, графство Тайн-энд-Уир). Будучи ObsessedWithFilm, проект был ориентирован на новости шоу-бизнеса и обсуждения событий связанных с Голливудом. 17 августа 2011 года редакция веб-сайта создала на YouTube канал WhatCulture (к тому времени полностью переключившись на это название), однако первое видео было опубликовано только спустя два года.
11 декабря 2014 года WhatCulture открыли новый канал, первоначально называвшийся WhatCulture WWE (теперь — WhatCulture Wrestling). 29 апреля 2015 года на этом канале появился первый постоянный ведущий, Адам Блампид. Обновления контента на сайте стали более частыми, появились другие известные личности, включая Адама Пачитти, Кенни Макинтоша, Сэма Драйвера, Джека «Джоббера» Дж. Кинга, Росса Тведделла, Саймона Миллера и другие. Ведущие начали включать в эфир юмористическую сюжетную линию-кейфеб о вражде между Блампидом и его последователями, известными под общим названием B-X, против Пачитти и его последователей, известных под общим названием Pacitti Club. Редакция WhatCulture расширила свой охват мероприятиями на Лестер-сквер, WWE Raw и Comic-Con в Сан-Диего, а также запустила свой собственный рестлинг-промоушен под названием WhatCulture Pro Wrestling (WCPW). В 2017 году бренд WhatCulture был разделен и диверсифицирован: проект WCPW был переименован в Defiant Wrestling, а веб-сериал Loaded — при участии профессиональных рестлеров Би Пристли и Гэбриэла Кидда — вернулся на YouTube в конце 2018 года.
19 сентября 2017 года WhatCulture объявили на своей странице в Twitter, что Блампид, Пачитти, Тведделл, Драйвер и Кинг покидают компанию. Ушедшие ведущие продолжили создавать свой собственный сайт, посвященный рестлингу, под названием Cultaholic, однако вскоре после этого Блампид покинул проект из-за всплывших инцидентов с сексуальными домогательствами. Впоследствии, он признал себя виновным и обратился за помощью к психотерапевту.
В 2017 году у Defiant Wrestling возникли финансовые проблемы из-за рекламной политики YouTube, и промоушен были вынуждены закрыть в августе 2019 года.
В марте 2022 года все онлайн-активы WhatCulture были приобретены издательством Future Publishing.